# Ляпино (Челябинская область)
Ляпино — посёлок Троицком районе Челябинской области. Раньше относился к  Яснополянского сельского поселения.

## География
Рельеф — равнина (Западно-Сибирская равнина); ближайшая выс.— 217 м. Ландшафт — лесостепь. В окрестностях — немногочисл. колки. Л. связано шос. дорогами с соседними населенными пунктами. Расстояние до районного центра (Троицк) 16 км до центра сельского поселения (пос. Ясные Поляны) — 1 км.

## История
Поселок осн. на месте бывшего хутора местных житилей Ляпиных (отсюда назв.) По данным переписи, в 1926 относился к Клястицкому сельсовету Троицкого округа Урал. обл., состоял из 8 х-в (34 жит.). 
В 1930 на его терр. организован Троицкий конезавод, который в 1955 был преобразован в зерносовхоз «Новотроицкий». 
В 1959 совхоз передан Троицкому вет. ин-ту для организации на его землях уч.-опытного х-ва (учхоза), разместилась ферма № 1 центр. отделения учхоза (см. «Ново-Троицкий»).

## Население
| 2002 | 2010 |
| ---- | ---- |
| 70   | ↗111 |

(в 1956 — 92, в 1963 — 135, в 1970 — 126, в 1983 — 79 в 1995 — 48)

## Улицы
- Восточная улица
- Дачная улица